# Gorteria (tijdschrift)

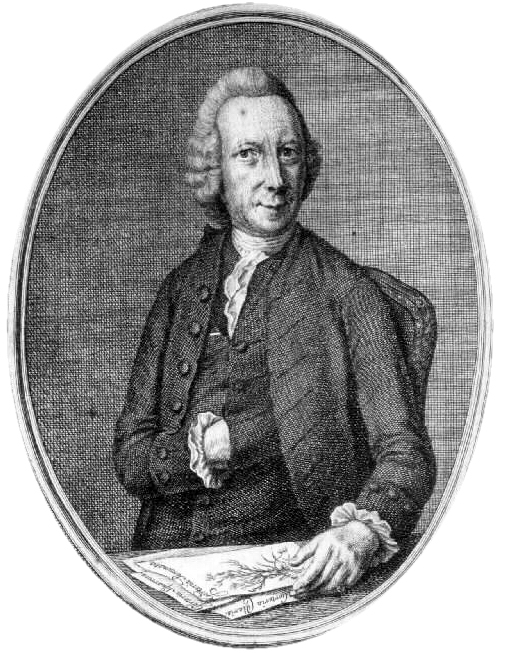
David de Gorter, achttiende-eeuwse botanicus naar wie het tijdschrift vernoemd is

Gorteria - Dutch Botanical Archives (kortweg Gorteria) is een Nederlands- en Engelstalig tijdschrift voor de floristiek, de plantenoecologie en vegetatieonderzoek van Nederland. Het tijdschrift wordt uitgegeven door Naturalis Biodiversity Center, Floron en de Koninklijke Nederlandse Botanische Vereniging (KNBV). 

## Geschiedenis
Gorteria verscheen in 1961 voor het eerst als Nederlandstalig tijdschrift voor onderzoek aan de wilde flora van Nederland. Het werd genoemd naar de botanicus David de Gorter. Het verscheen tot 1995 onder verantwoordelijkheid van het Rijksherbarium in Leiden, dat na een aantal fusies in 2013 is opgegaan in Naturalis. Vanaf 1995 is Floron mede-uitgever en na 2016 is ook de Koninklijke Nederlandse Botanische Vereniging als mede-uitgever betrokken bij de uitgave. Sinds 2016 is het tijdschrift tweetalig en heet het voluit Gorteria - Dutch Botanical Archives. Er is steeds een samenvatting van de artikelen in beide talen.

## Wetenschappelijk
Gorteria richt zich op de floristiek en de verspreiding en systematiek van plantensoorten die in Nederland voorkomen. Er is veel aandacht voor bijzondere vondsten, vindplaatsen van zeldzame soorten, en ecologische en plantengeografische eigenschappen van soorten, maar ook voor de veranderingen in de Nederlandse flora als gevolg van menselijk handelen en klimaatverandering. In Gorteria worden ook taxonomische bewerkingen en artikelen over moeilijke plantengroepen geplaatst, vaak met determinatiesleutels en met aandacht voor de nomenclatuur. De focus van Gorteria ligt weliswaar op Nederland, maar Gorteria plaatst ook artikelen die bijdragen aan een betere kennis van de Nederlandse flora als Nederlandse soorten niet direct het onderwerp van het onderzoek zijn. 

## Digitaal
Sinds 2016 is Gorteria volledig digitaal. Daarvoor verscheen het op papier met ongeveer zes nummers per jaar. Onregelmatig verschenen er Engelstalige supplementen. De laatste verscheen in 2005 en behandelde de veranderingen in de Nederlandse flora in de 20e eeuw. Soms verschenen er themanummers, waaronder Standaardlijsten, Rode Lijsten, en themanummers over bijzondere plantengroepen, zoals de wilde rozen en de bramen van Nederland.